# François Hainsselin
François Hainsselin est un homme politique français né le 25 décembre 1755 à Paris et mort le 26 mars 1829 à Clermont.
Procureur syndic du district de Clermont sous la Révolution, il est député de l'Oise de 1791 à 1792, siégeant avec la majorité.

## Sources
- « François Hainsselin », dans Adolphe Robert et Gaston Cougny, Dictionnaire des parlementaires français, Edgar Bourloton, 1889-1891 [détail de l’édition]